# کارما (مجموعه تلویزیونی)
کارما (انگلیسی: Karma؛‏ کره‌ای: 악연) مجموعه تلویزیونی محصول کره جنوبی به نویسندگی و کارگردانی لی ایل هیونگ و با بازی پارک هه سو، شین مین آ، لی هی جون، کیم سونگ کیون، لی کوانگ سو و گونگ سونگ یون است. این مجموعه بر پایه وب‌تونی با همین نام اثر چوی هی سون است. کارما در ۴ آوریل ۲۰۲۵ از نتفلیکس منتشر خواهد شد.

## بازیگران
- پارک هه سو[۲]
- شین مین آ[۲]
- لی هی جون[۲]
- کیم سونگ کیون[۲]
- لی کوانگ سو[۲]
- گونگ سونگ یون[۲]

## انتشار
نتفلیکس تأیید کرد که کارما در ۴ آوریل ۲۰۲۵ از این پلتفرم منتشر خواهد شد.